# Mainhausen
Mainhausen é um município da Alemanha, situado no distrito de Offenbach, no estado de Hesse. Tem 17,92 km² de área, e sua população em 2019 foi estimada em 9.364 habitantes.